# Ngày định mệnh
Ngày định mệnh là một bộ phim chính kịch-giật gân của Mỹ năm 2016 về vụ nổ bom tại Marathon Boston 2013 và vụ bắt cóc khủng bố xảy ra tiếp theo. Do Peter Berg đạo diễn kiêm biên kịch cùng Matt Cook và Joshua Zetumer, phim dựa trên cuốn sách Boston Strong của Casey Sherman và Dave Wedge. Phim có sự tham gia của Mark Wahlberg, J. K. Simmons, John Goodman, Kevin Bacon và Michelle Monaghan.
Quá trình quay phim chính diễn ra vào ngày 29 tháng 3 năm 2016 tại Quincy và Boston, Massachusetts. Bộ phim lỗ nặng khi chỉ thu về $48.3 triệu toàn cầu so với ngân sách $45 triệu, nhưng nhận được đánh giá tích cực từ giới phê bình về hướng đi của Berg và diễn xuất trong phim. Phim được Ủy ban Quốc gia về Phê bình Điện ảnh chọn là một trong tốp 10 phim năm 2016. Phim khởi chiếu ngày 6 tháng 1 năm 2017 tại Việt Nam.